# Gustav Peter Blom
 Ikke at forveksle med Peter Blom.
Gustav Peter Blom (født 4. juli 1785, død 28. oktober 1869) var en norsk embedsmand og forfatter. Han var Christian Bloms fætter.
Blom blev 1810 sorenskriver i nordre Jarlsberg, 1826 byfoged i Drammen, hvor han også havde sin embedsbolig som amtmand i Buskerud 1831—57. Blom var 1814 deputeret fra grevskabet i Rigsforsamlingen på Eidsvold, Drammens repræsentant på alle Storting 1830—48, undtagen 1845, 1852—53 medlem af den i Stockholm under Oscar I's udenlandsophold og sygdom nedsatte norske interimsregering. Blom var en grundig kender af landets økonomiske forhold og af dets politiske udvikling. Derom vidner blandt andet hans af Karl Johan prisbelønnede og for sin tid virkelig fortjenstfulde værk Das Königreich Norwegen statistisch beschrieben (2 bind, Leipzig 1843) samt hans allerede 1823 affattede, 1858 (i Leipzig) offentliggjorte, konservativt farvede Geschichte der Staatsveränderung Norwegens im Jahre 1814, noget udvidet i Norges Statsforandring i Aaret 1814 (1860). Blandt hans efterladte manuskripter fandtes en ved sin uforbeholdne kritik interessant Dagbog under Rigsforsamlingen paa Eidsvold (offentliggjort i Norsk Historisk Tidsskrift, 3. række, bind 1, 1888). Blom skrev også en del nu glemte novellistiske arbejder, blandt andet (anonymt) den kulturhistorisk ret interessante fortælling Fordum og Nu. 1801—1838 (1849).